# Eduard Baumstark

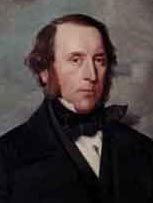
Eduard Baumstark

Eduard Baumstark, född 28 mars 1807 i Sinzheim, Storhertigdömet Baden, död 8 april 1889 i Greifswald, var en tysk nationalekonom och politiker. Han var bror till Anton Baumstark.
Baumstark blev 1838 professor i kameralvetenskap i Greifswald och var 1843-76 direktör vid lantbruksläroverket i Eldena vid nämnda stad. År 1848 inträdde han i preussiska nationalförsamlingen, blev där ledare för högern och sändes 1850 av första kammaren (som han tillhörde från 1849) till riksförsamlingen i Erfurt, där han verkade för den preussisk-tyska unionen. Åter invald i första kammaren, bekämpade han såsom oppositionens ledare 1850-52 ministären Otto Theodor von Manteuffels politik. I sin senare politiska verksamhet anslöt sig Baumstark till de nationalliberala. Han utgav många arbeten i nationalekonomi (bland annat en översättning av David Ricardo med värdefulla förklaringar, 1837-38, andra upplagan 1877) och lantbruksvetenskap.